# Americana
Americana je podzvrst glasbe, ki se je kot definicija pojavila na začetku devetdesetih let. Gre za amalgam temeljnih zvrsti, kot so ljudska glasba, rock, country, rhythm & blues. V njej so se našli vsi tisti ustvarjalci, ki jih je bilo prej nemogoče spraviti v kateregakoli obstoječih glasbenih žanrov, saj so se njihove skladbe stilsko preveč razlikovale med seboj.

## Predstavniki
Johnny Cash, Gram Parsons, Lucinda Williams, Uncle Tupelo, BR549, Soloman Burke, Mavis Staples, John Prine, Rodney Crowell, The Band, Willie Nelson, Emmylou Harris, Elvis Presley, Steve Earle, Alison Krauss, June Carter Cash, The Blind Boys of Alabama, Radney Foster, Wilco, Jay Farrar, The Jayhawks, Jim Lauderdale, The Derailers, Loretta Lynn, Ryan Adams, Kelly Willis, Son Volt, Patty Griffin, Marty Stuart, Jay Boy Adams, Joe Ely, The Subdudes, Gurf Morlix, Avett Brothers, Jimmy LaFave, Neil Young, Bobby Bare, Chip Taylor and Carrie Rodriguez, The Greencards, Kathleen Edwards, Adrienne Young, Peter Case, Joan Osbourne, The Steel Wheels, Sarah Borges, Sunny Sweeney, Old Crow Medicine Show, Doug Spartz, Holmes Brothers, Whiskeytown, Gillian Welch, Alejandro Escovedo, Golden Smog, Kendel Carson, Freakwater, The Gourds, Lyle Lovett, Abby Owens, Ricky Scaggs, Bruce Hornsby, Eilen Jewell, Bill Kirchen, Amy LaVere, Blue Mountain, Hoots & Hellmouth, The Handsome Family, Vic Chessnutt, Ted Russell Kamp, J.J. Cale, Avett Brothers, Uncle Earl, Bob Dylan, Buddy Miller, Cord Lund, V-Roys, Dale Watson, Ruthie Foster, Tangletown, Cheri Knight, Southern Culture on the Skids, Guy Clark, Hackensaw Boys, Mindy Smith, Porter Wagoner, Stoll Vaughan, Robbie Fulks, Mary Chapin Carpenter, The Derailers.